# Cupania vernalis
Cupania vernalis é uma planta da família das Sapindáceas, nativa do Brasil, leste e nordeste da Argentina, Uruguai e Paraguai. No Brasil, ocorre no Amazonas, Pará, Bahia, Goiás, Distrito Federal, e em todos os estados do Sul e Sudeste.

## Sinonimia botânica.
Cupania clethrodes Mart., Cupania uruguensis W. Hook.

## Nomes comuns.
camboatá, camboatã, gravatã, miguel-pintado, cuvantã.

## Descrição.
O camboatá é uma arvoreta ou uma árvore perenifólia,  que pode atingir uma altura de 25 m, com diâmetro à altura do peito de 80 cm. As folhas são compostas, com 10-18 folíolos de comprimento. O fruto é uma cápsula sulcada e deiscente.

## Informações ecológicas.
O camboatá é uma espécie característica da floresta semidecídua de altitude e da mata pluvial atlântica<. Ocorre tanto no interior de matas primárias como nos demais estágios das formações secundárias, sendo mais frequentes nas capoeiras do que nas florestas. Floresce entre os meses de março e maio, com maturação dos frutos de setembro até novembro.